# Св. св. Кирил и Методий (Ресен)
„Св. св. Кирил и Методий“ (на македонска литературна норма: „Св. св. Кирил и Методиј“) е късновъзрожденска църква в град Ресен, Преспа, част от Преспанско-Пелагонийската епархия на Македонската православна църква – Охридска архиепископия. Издигната е в края на19 век и е осветена на 27 август 1894 година от българския владика Григорий Охридски и Преспански.
Ресенчанинът Симеон Радев пише за освещаването на църквата:
| „ | ...намерих българската църква довършена и ставаха вече приготовленията за нейното освещаване. Имаше атмосфера на национално ликуване. На едно дълготрайно унижение се туряше край. В 1872 година след упорити борби старата и единствена църква в Ресен бе останала у гъркоманите. Двадесет и две години ние се черкувахме в училището, което неделен ден и през празниците се обръщаше на параклис... Лишението на българите в Ресен от своя църква се чувствуваше във всички градове наоколо като някакво петно за града ни и когато най-после се реши да се почне построяването на нов български храм, многобройни помощи се стекоха отвън. Те бяха обнародвани в екзархийския вестник „Новини“ и съставляват паметно свидетелство за чувството на национална солидарност, което владееше в тая част на Македония, плод на еднакви изпитания и устреми. Помощи се пратиха от Битоля, от Прилеп, Крушево, от Охрид, от Струга. Те идеха от разни съсловия: учители, търговци, занаятчии. Еснафите фигурират в голям брой със своите пожертвования. Които не са могли да пратят пари, подарили вино. Между дарителите фигурират и жени. | “ |

Лидерите на Вътрешната македоно-одринска революционна организация използват тържествата за освещаването на църквата за провеждането на първия конгрес на организацията.
- Тържествата при освещаването на „Св. св. Кирил и Методий“
- Стара снимка
- Кръщение на Свети цар Борис I